# Марийская Толшева
Марийская Толшева — опустевшая деревня в Кикнурском районе Кировской области.

## География
Находится на расстоянии примерно 9 км по прямой на юго-запад от райцентра поселка  Кикнур.

## История
Была известна с 1891 года как Черемисская Толшева, в 1905 в ней отмечено дворов 20 и жителей 122, в 1926 30 и 155 (148 мари), в 1950 32 и 113, в 1989 проживало 37 человек. Настоящее название утвердилось с 1939 года. В период 2006-2014 годов входила в Шаптинское сельское поселение. С 2014 года входит в Кикнурское сельское поселение.

## Население
Постоянное население  составляло 18 человек (мари 94%) в 2002 году, 0 в 2010.